# Relations entre la France et le Mexique
Les relations entre la France et le Mexique sont des relations internationales s'exerçant entre un État d'Amérique du Nord, les États-Unis mexicains, et un État européen, la République française. Elles sont structurées par deux ambassades, l'ambassade de France au Mexique et l'ambassade du Mexique en France.

## Histoire
Le Mexique et la France établissent des relations diplomatiques de manière informelle le 26 novembre 1826. En 1830, la France reconnaît l'indépendance du Mexique.
En 1838, la guerre des Pâtisseries puis la decision du président Benito Juárez de ne pas payer la dette du Mexique conduisant à  l'intervention française au Mexique entre 1861 et 1867 mettent provisoirement un terme à ces bonnes relations.
Après la chute de l'empereur Maximilien et son exécution en 1867, les relations franco-mexicaines sont interrompues pour une durée de treize ans. Ce n'est que le 27 novembre 1880 que les deux pays renouent de relations diplomatiques. En 1886 un traité d'amitié, de commerce et de navigation est signé entre la France et le gouvernement de Porfirio Díaz. Grâce à ce traité les relations commerciales s'amplifient considérablement.
Durant la révolution mexicaine et surtout à cause de la Première Guerre mondiale, les relations diplomatiques sont peu actives. Elle ne reprennent véritablement qu'au début des années 1920 ; de nombreux problèmes sont soulevés par les indemnisations dues aux citoyens et aux entreprises françaises victimes de dommages à la suite de la guerre civile mexicaine.
Le président mexicain Plutarco Elías Calles rend une visite officielle à la France du 4 au 9 octobre 1924.
En 1942, le Mexique rompt ses relations diplomatiques avec le régime de Vichy et établit des contacts avec les représentants de la France libre du Général de Gaulle. Ce n'est qu'en 1945 que les relations diplomatiques reprennent avec la République française, avec la création d'ambassades.
Du 16 au 19 mars 1964, de Gaulle, invité par le président mexicain Adolfo Lopez Mateos se rend au Mexique. En amont de la visite, l'ambassadeur de France restitue au Mexique trois drapeaux pris au cours des batailles de San Lorenzo, San Pablo del Monte et Valparaíso en 1863-64 durant l'Expédition du Mexique,.
Le 16 mars, de Gaulle s'adresse, en espagnol, depuis le balcon du Palais national, aux 300 000 mexicains réunis sur le Zócalo. il y conclut son discours par une phrase passée à la postérité :
« He aquí, pues, lo que el pueblo francés propone al pueblo mexicano: marchemos la mano en la mano ! »
— 

« Voici donc ce que le peuple français propose au peuple mexicain : Marchons la main dans la main ! »
Les présidents mexicains Luis Echeverría (en 1973), Miguel de la Madrid (juin 1985) et Ernesto Zedillo (1997) feront des visites officielles en France, et le président Vicente Fox effectuera cinq visites en France pendant son mandat.
Du côté français, les présidents Charles de Gaulle (1964), Valéry Giscard d'Estaing (1979), François Mitterrand (1981), et Jacques Chirac (1998) se rendront au Mexique en visite officielle. Nicolas Sarkozy s'y rendra également en visite d'État (précédée d'un séjour privé de trois jours) en mars 2009.
Du 14 au 15 juillet 2013, le ministre français des affaires étrangères, Laurent Fabius, s'est rendu au Mexique et y a rencontré le président mexicain Enrique Peña Nieto, visite durant laquelle il a rappelé l'accord du président français François Hollande de se rendre en visite officielle au Mexique en 2014.
Dès les années 1950 sont signés divers traités concernant les droits d'auteur, la navigation, les transports aériens, et en 1981 sont signés divers accords cadres de coopération, notamment en matière de pétrole.

## Commerce

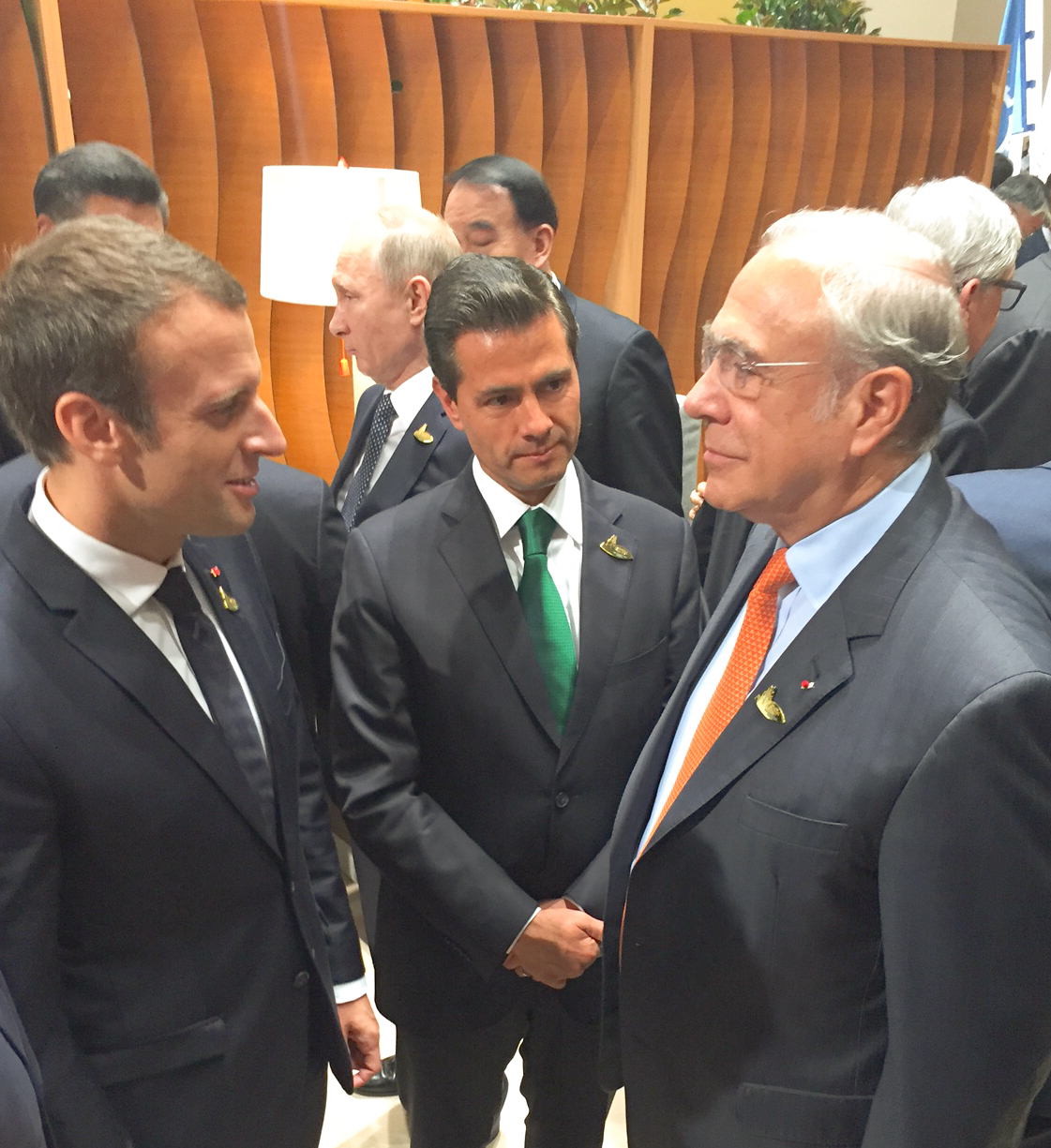
Emmanuel Macron, Enrique Peña Nieto et José Ángel Gurría au sommet du G20 de 2017.

En 1997, le Mexique a signé un accord de libre-échange avec l'Union européenne. En 2014, le commerce bilatéral entre la France et le Mexique s'est élevé à 5,4 milliards de dollars américains. Entre 1999 et 2008, les entreprises françaises ont investi plus de 1 750 milliards de dollars américains au Mexique. Dans le même temps, entre 1991 et 2009, les entreprises mexicaines ont investi 594 millions de dollars USD en France. La France est 16e plus grand partenaire commercial du Mexique tandis que le Mexique est le 53e plus grand partenaire commercial de la France dans le monde,.